# Brian McAllister
Pour les articles homonymes, voir McAllister.
Brian McAllister, né le 30 novembre 1970 à Glasgow (Écosse), est un footballeur écossais, qui évoluait au poste de défenseur au Wimbledon FC et en équipe d'Écosse. 
McAllister n'a marqué aucun but lors de ses trois sélections avec l'équipe d'Écosse en 1997.

## Carrière
- 1989-1990 : Wimbledon FC
- 1990 : Plymouth Argyle
- 1990-1996 : Wimbledon FC
- 1996 : Crewe Alexandra Football Club
- 1996-2000 : Wimbledon FC

## Palmarès

### En équipe nationale
- 3 sélections et 0 but avec l'équipe d'Écosse en 1997.